# باشگاه فوتبال اینتر موئنگوتاپو
اینتر موئنگوتاپو یک باشگاه فوتبال سورینامی است که در موئنگو، مارووینه بین پاراماریبو و شهر مرزی البینا واقع شده است. آنها بازی‌های خانگی خود را در ورزشگاه رونی برونسویک انجام می‌دهند.
از زمان راه اندازی فوتبال حرفه‌ای در ۲۲ فوریه ۲۰۲۴، اینتر موئنگوتاپو در لیگ حرفه‌ای سورینام رقابت می‌کند.

## افتخارات
- لیگ برتر سورینام: ۱۰ قهرمانی
- جام حذفی سورینام: ۳ قهرمانی
- جام پرزیدنت سورینام: ۶ قهرمانی
- مسابقات باشگاهی کارائیب: ۲ نایب قهرمانی
- جام باشگاه‌های کارائیب: ۱ نایب قهرمانی